# NIPPURA
NIPPURA株式会社（ニップラ）は、日本の香川県木田郡三木町にある日本企業で、アクリル樹脂パネルメーカー。
海遊館（大阪）や沖縄美ら海水族館をはじめとする水族館の水槽を製作していることでも知られる。

## 沿革
1969年設立。同年1969年に世界初となるアクリル製回遊水槽を屋島山上水族館に納品した。寿司屋にある活魚水槽もアクリル・パネルで作っていた。しかし、オイルショック前までの売り上げの中心は、大手の下請けで作っていたアクリル製の照明器具の傘であった。転機はオイルショックで、アクリルの値段が高騰したために需要が低下し、アメリカへの営業に活路を見出す。1993年、アメリカのモントレーベイ水族館に採用されることで評価され、その名は海外に広まる。
沖縄美ら海水族館の巨大水槽「黒潮の海」に、高さ8.2m、幅22.5m、厚さ60cm、総重量135tのアクリルパネルを設置し、2002年にギネスブックにより、1枚のアクリルパネルとして、また“水族館の窓”として世界最大（2008年まで）と認定され、 次いで、ドバイ水族館（Dubai Aquarium & Underwater Zoo :ドバイショッピングモール内に2008年11月開館）の「水の壁・アクアウォール」で 自身のギネス記録を更新し、中国の珠海長隆海洋王国で世界最大の水槽の窓作りも行っている。
2005年には第1回ものづくり日本大賞の製品・技術開発部門で受賞し、経済産業省から『水族館の概念を変えた巨大アクリルパネル製作技術』と評された。
2013年の週刊ポストでは、『世界で勃発中の水槽の巨大化競争で一人勝ち企業は香川の企業』と表現したうえで、“水族館用の大型アクリルパネルの加工技術（重合接着）”において独自技術を持ち、その世界シェアは70%だと紹介されている。2012年には創業以来最高の売り上げ高を計上している。
2023年12月1日に社名を日プラからNIPPURAへ変更した。
世界60数か国に納品実績があり、日本では海遊館（大阪）や沖縄美ら海水族館、旭山動物園のぺんぎん館、白クマ舎などもしられる。一方、NIPPURAは映像用アクリル・スクリーンも製造するが、その生産拠点に沖縄を選び、沖縄県の自由貿易特区に初めて進出した沖縄県外企業でもある。また、NIPPURAは新屋島水族館を経営する屋島水族館株式会社（旧・せとうち夢虫博物館）の親会社である。

## テレビ番組
- 日経スペシャル カンブリア宮殿 世界の水族館から注文殺到！ 81歳・職人社長の驚きの仕事術（2015年1月15日、テレビ東京）[8]